# Rpcgen

rpcgen — утилита для генерации кода на языке Си, использующего протокол RPC. rpcgen создаёт шаблонный код на языке Си на основе описания на языке RPCL (англ. Remote Procedure Call Language) — языке, очень похожем на Си.
Описание на RPCL содержит ряд определений, который используются rpcgen для создания заголовочных файлов, которые должны быть использованы как программой-клиентом, так и программой-сервером; rpcgen также создает шаблоны программы-клиента и программы-сервера.